# 鮎川海水浴場

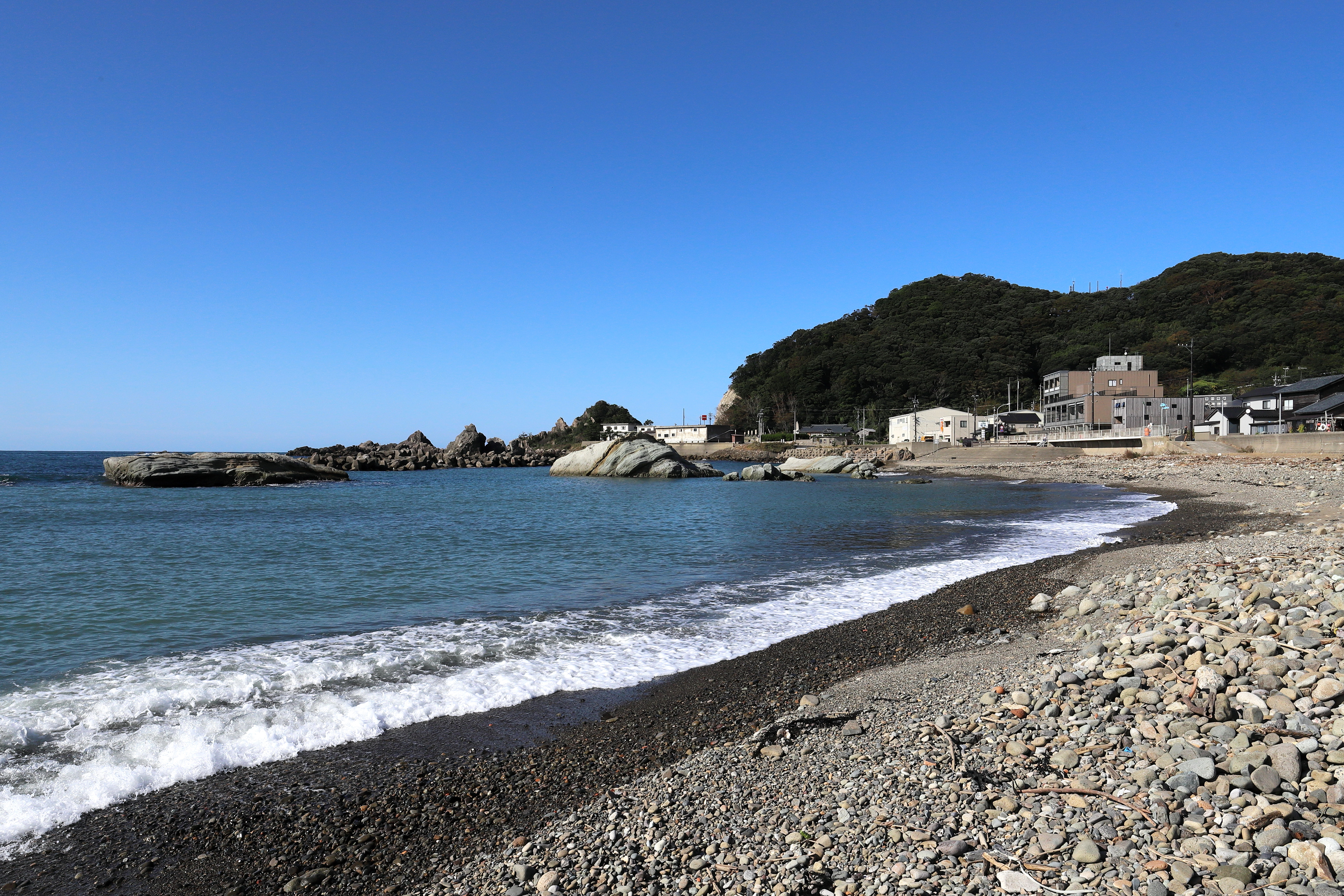
鮎川海水浴場

鮎川海水浴場（あゆかわかいすいよくじょう）は、福井県福井市鮎川町にある海水浴場である。

## 特徴
鷹巣・鮎川海岸は、越前海岸と三国のほぼ中間に位置している。鷹巣海水浴場をはじめ、三里の砂浜が続く三里浜がある。鮎川海水浴場は鷹巣海水浴場の南に数キロ程、南西に下ったところにあり、鮎川港が近くにある。1959年（昭和34年）に国見地区が福井市に合併し、当時は福井市唯一の海水浴場として整備拡充された。砂地ではなく岩場を中心とした比較的小さな浴場になるが、水のきれいな海水浴場として海水浴はもちろん、磯釣りが楽しめる岩場も整備されている。福井県内の観光地へのアクセスも比較的便利で、北側は東尋坊や三国港、芦原温泉があり、南側は越前岬のある越前海岸がある。

## 概要
期間
- 7月中旬から8月

## 所在地
- 福井県福井市鮎川町

### 交通アクセス

#### 公共交通機関
- 北陸新幹線・ハピラインふくい線・えちぜん鉄道勝山永平寺線 福井駅から、京福バス 10・15系統（越前海岸ブルーライン）「鮎川」下車。

#### 自動車
- E8 北陸自動車道 福井北ICより国道416号、国道305号経由　約32 km。
- E67 中部縦貫自動車道 松岡ICより国道416号、国道305号経由　約33 km。

## 周辺
- 東尋坊
- 芦原温泉
- 三国温泉
- 三国港
- 越前松島水族館
- 芝政ワールド
- 雄島
- 東尋坊タワー
- 丸岡城
- 越前海岸
- 越前岬
- 越前がにミュージアム
- 越前水仙の里公園
- 呼鳥門